# Kiwano
Kiwano eller horngurka  (Cucumis metuliferus) är en art i familjen gurkväxter från tropiska Afrika. Den kallas på engelska ibland även "African Horned Cucumber". Frukten är ätlig och har gult, hårt skal med små "horn". Fruktköttet är vackert grönt, mycket saftigt och påminner i konsistensen litet om kärnhuset i en gurka. Smaken är milt uppfriskande och påminner om gurka. 
Frukten skärs upp på längden och fruktköttet skedas ur. Det kan försiktigt blandas med annan frukt i exotisk fruktsallad. Man kan också skära kiwano i skivor, som blir mycket dekorativa till exempel på en desserttallrik. Den milda smaken gör att kiwano också passar bra i till exempel räkcocktail. 
Kiwano odlas bland annat i Nya Zeeland och Israel.